# Les Tourangelles (téléfilm)
 (septembre 2021).
Pour plus de détails, voir Fiche technique et Distribution.
Les Tourangelles est un téléfilm documentaire français, de la Collection Etre né quelque part réalisé par Catherine Bernstein et diffusé pour la première fois le 23 octobre 2017 sur France 3 Centre-Val de Loire.

## Synopsis
La réalisatrice Catherine Bernstein a grandi à Tours, sans jamais avoir aimé cette ville. Elle y revient, 35 ans après en être partie, pour dresser le portrait de lycéennes du lycée Balzac ou elle a elle-même étudié. Elle y fait la connaissance de Margaux, Aurore, Laurianne, Héléna et Lou, des jeunes filles qui lui font redécouvrir la ville de son enfance. Tout comme elle il y a 35 ans, elles vivent leur premières amours, préparent leur baccalauréat et s’interrogent sur leur avenir. Ces Tourangelles guident la réalisatrice dans cette balade intime et urbaine au fil de laquelle la ville se transforme...

## Fiche technique
- Titre : Les Tourangelles
- Réalisation : Catherine Bernstein
- Photographie : Jérôme Colin
- Son : Jean-Luc Cesco, Brice Kartmann
- Montage : Nicole Brame
- Musique : Laurent de Gaspéris
- Production : Clara Vuillermoz
- Sociétés de production : Les Films du Balibari, en coproduction avec France Télévisions, et avec le soutien de Ciclic-la Région Centre-Val de Loire, en partenariat avec le Centre National de la Cinématographie (CNC), et la Procirep-Angoa
- Pays d'origine :  France
- Durée : 52 minutes
- Date de diffusion :  
  -  23 octobre 2017, sur France 3 Centre-Val de Loire

## Tournage
La ville de Tours a bien sur une place très importante dans ce documentaire qui y est intégralement tourné.

## Autour du film
La réalisatrice déclare au sujet du film : 
« C’est ainsi que je pars à la rencontre de lycéennes, pendant cette année charnière de Terminale. Plus filles, pas encore femmes. Avec elles, je (re)découvre les préoccupations qui étaient les miennes alors : leurs rêves, leurs histoires d’amour, leurs angoisses, leurs relations aux autres ou avec leur corps, leurs questionnements sur la famille, l’amour, la sexualité, l’engagement, l’avenir... Comme moi, 35 ans plus tôt, elles sont à l’âge des possibles, juste avant l’envol. »